# Cryptoparachtes adzharicus
Cryptoparachtes adzharicus là một loài nhện trong họ Dysderidae.
Loài này thuộc chi Cryptoparachtes. Cryptoparachtes adzharicus được miêu tả năm 1992 bởi Dunin.